# Ventana emergente de intención de salida

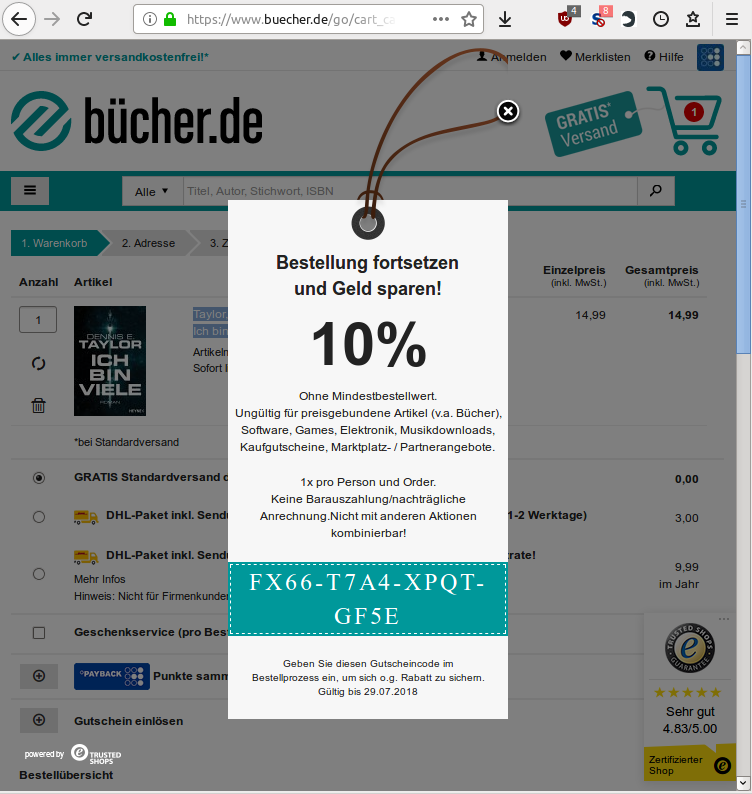
Ejemplo de un popup de intención de salida.

Una Ventana emergente de intención de salida es una técnica utilizada en tiendas en línea y sitios web para retener a los visitantes que están a punto de abandonar la página.
Con un popup de intención de salida, se rastrean los movimientos del ratón del visitante, y cuando el cursor se mueve fuera del límite superior de la página (ya que usualmente ahí se encuentra la barra de pestañas), se muestra una ventana emergente. El anuncio se activa mediante un fragmento de código JavaScript que mide la velocidad y dirección del ratón. A menudo, el popup contiene un código de descuento para convencer al usuario de finalizar la compra. Los anuncios con intención de salida también pueden utilizarse para ofrecer un descuento, mostrar una demostración, recolectar correos electrónicos o segmentar usuarios para una lista de correo.[cita requerida]
La tecnología de intención de salida, que incluye la detección del comportamiento de salida de un usuario de Internet, fue inventada y patentada por Ryan Urban, CEO y cofundador de BounceX, en 2012.

## Tecnología de intención de salida en dispositivos móviles
La tecnología de intención de salida funciona de manera diferente en dispositivos móviles que en una computadora de escritorio. Como no hay movimiento de ratón que rastrear, el software avanzado de popup de intención de salida mostrará una ventana emergente cuando el visitante intente presionar el botón de "regresar" o cerrar la pestaña del navegador móvil.